# Jiří Holík
Jiří Holík (Havlíčkův Brod, 9 luglio 1944) è un ex hockeista su ghiaccio ceco, fino al 1992 cecoslovacco.

## Palmarès

### Olimpiadi invernali
- 4 medaglie[1]:
  - 2 argenti (Grenoble 1968, Innsbruck 1976)
  - 2 bronzi (Innsbruck 1964, Sapporo 1972)